# Adolf Ahlberg
Johan Adolf Ahlberg, född den 6 mars 1873, död den 17 juni 1967, var en svensk teolog och skolman. Han var son till August Ahlberg samt bror till Axel och Gustaf Ahlberg.
Ahlberg blev docent i praktisk teologi vid Lunds universitet 1903 och blev 1910 lektor i religionsvetenskap vid Högre lärarinneseminariet i Stockholm där han tjänstgjorde fram till 1938. Han är författare till en rad läroböcker i kristendomsundervisning och till ett antal andra religiösa skrifter.